# Corgas
Corgas é uma aldeia da freguesia de Proença-a-Nova, Município de Proença-a-Nova e Distrito de Castelo Branco com 121 habitantes (2011)
Nesta localidade nasceu o Padre Manuel Joaquim Cristóvão, Missionário assassinado em Moçambique em Janeiro de 1991.
Próximo desta aldeia, fica situada a Barragem das Corgas, principal reserva de água abastecedora do Município.